# Diocèse de Whitehorse

Carte du territoire du diocèse de Whitehorse.

Le diocèse de Whitehorse, dans le territoire du Yukon (Canada), a été érigé canoniquement le 9 mars 1967 par le pape Paul VI. Son évêque est Mgr Héctor Vila, nommé par François en novembre 2015. Il siège à la cathédrale du Sacré-Cœur de Whitehorse.
Ce diocèse est un suffragant de l'archidiocèse de Grouard-McLennan. De 1908 à 1916, il s'appelle la préfecture apostolique de Yukon-Prince-Rupert, mais il devient un vicariat apostolique en 1916. En 1944, le vicariat est partagé en deux et s'appelle désormais le vicariat apostolique de Whitehorse.
Le territoire diocésain a une superficie de plus de 723 500 km². Il y a 9 175 diocésains et 13 prêtres dans la région métropolitaine de Whitehorse. Les catholiques forment près de 26 % de la population totale, une donnée qui n'a pas beaucoup évolué depuis cinquante ans. Il y a vingt-trois paroisses dans cette partie du grand nord canadien et dix-huit religieux et religieuses.

## Évêques
- Émile-Marie Bunoz (1908 - 1944)
- Jean-Louis-Antoine-Joseph Coudert (1944 - 1965)
- James Philip Mulvihill (1965 - 1971)
- Hubert Patrick O'Connor (1971 - 1986)
- Thomas Joseph Lobsinger (1987 - 2000)
- Gary Gordon (2006 - 2014)
- Héctor Vila (depuis 2015)

Les cinq premiers évêques étaient membres des Oblats de Marie-Immaculée.

### Articles liés
- Archidiocèse de Grouard-McLennan
- Église catholique au Canada
- Conférence des évêques catholiques du Canada